# Бонаплата, Жозеп
Жозеп Бонаплата-и-Корриол (кат. Josep Bonaplata i Corriol, 1795, Барселона — 2 июня 1843, Буньоль) — промышленный каталонский предприниматель, известный введением парового двигателя в Каталонии и Испании. Его родители, Рамон Бонаплата и Тереза Кариоль, были производителями текстиля, главным образом из ситца; у него было три брата: Сальвадор, Рамон и Накрис.

## Молодость и поездка в Англию
Жозеп Бонаплата работал в семейной мануфактуре, пока его отец не ушёл в отставку и бизнес унаследовал старший брат, Сальвадор. В 1828 году Жозеп и его друг Жоан Виларегут основали текстильную фабрику в Сальене, где были станки, которые имели гидропитание от реки Льобрегат. В 1829 году, намереваясь модернизировать свой бизнес, он получил разрешение испанского правительства на ввоз английского парового двигателя.
Бонаплата ездил в Британию с Джоан Рулем и человеком по фамилии Кампс, чтобы узнать о текстильной промышленности в Ланкашире и купить необходимую технику с мануфактуры «Болтон и Уатт» в Бирмингеме. В Лондоне он получил разрешение на ввоз паровых двигателей от испанского посла Франсиско Cea Бермудеса. Бонаплата и Руль вернулись в Каталонию в июле 1830 года, а Кампс остался в Манчестере, чтобы продолжить изучение механизма.

## Болезнь и смерть
Бонаплата страдал от тяжёлых респираторных заболеваний, что повлияло на его работу. 30 мая 1843 года Бонаплата передал свою волю его душеприказчикам и начал поездку, но его лёгкие разрушились в последнем приступе астмы 2 июня, когда он проходил мимо соседней деревни Буньоле. Ему было 48.
После него не осталось наследников, так что братья были его преемниками. Известно, что он имел внебрачную дочь по имени София, но она умерла при рождении в 1840 году. Вполне вероятно, что Жозеп и мать его ребёнка, Жезуза Ромеро, не были женаты.